# Литература каннада
Литература на индийском языке каннада, относящемся к дравидийской группе, имеет древнюю историю. Непрерывная письменная литературная традиция этого языка началась в IX веке н. э. и продолжается до нашего времени. Историю каннадской литературы делят на три периода:
- Древний (старый): примерно 850—1200 годы
- Средний: примерно 1200—1700 годы
- Современный: примерно с 1700 года до настоящего времени

Литература первых двух периодов была прежде всего религиозной, хотя известно небольшое количество мирских произведений.

## Древний период
Одним из самых старых памятников каннадской литературы является Кавираджамарга, филологический труд, написанный примерно в 850 году. Кавираджамарга посвящена литературной критике, поэтике и грамматике языка каннада.
Литература древнего периода создавалась практически исключительно джайнами .

## Средний период
С XII века параллельно с джайнской начала развиваться литература лингайатисма. Значение джайнской литературы постепенно сошло на нет к XIV веку, в то же время возникла литература вайшнавизма, период бурного развития которой пришёлся на XV век.

## Современный период
В XIX веке под влиянием английской литературы в литературе каннада утвердились новые для неё формы европейского происхождения, например рассказ и роман.
Во второй половине XX века семь литераторов, пишуших на каннада, стали лауреатами премии Джанпит (одна из двух самых престижных литературных премий Индии).